# Crisis constitucional moldava de 2019
A mediados de 2019, una secuencia de eventos después de las elecciones parlamentarias de Moldavia de febrero de 2019, y los intentos subsiguientes de formar e instalar un nuevo gobierno, culminaron en los cargos de primer ministro y Presidente del Parlamento, así como los poderes y deberes del Presidente, siendo reclamado por individuos competidores.
El 8 de junio de 2019, Maia Sandu fue elegida primera ministra por el parlamento, formando el Gobierno de Sandu, mientras que Zinaida Greceanîi fue elegida presidenta del Parlamento. Sin embargo, el 9 de junio de 2019, la Corte Constitucional de Moldavia suspendió temporalmente al Presidente de Moldavia, Igor Dodon, de los poderes y deberes de su cargo y uno de los que aspiraban al cargo de primer ministro, Pavel Filip, fue nombrado arbitrariamente presidente interino. Filip emitió inmediatamente un decreto que disolvía el parlamento, mientras que el nuevo gobierno (conformado por la primera ministra y la presidenta del Parlamento) declaró que esta medida era ilegal.

## Antecedentes
Moldavia es una república parlamentaria. En diciembre de 2016, Igor Dodon, exlíder del Partido de los Socialistas de la República de Moldavia, fue elegido presidente. Se le describe como prorruso y fue respaldado por Rusia. En febrero de 2019, como resultado de las elecciones parlamentarias de 2019, el Partido Socialista ganó 35 escaños en el parlamento, seguido por el Partido Demócrata de Moldavia presidido por Vladimir Plahotniuc (30 escaños), el bloque electoral ACUM (DA-PAS) de Sandu y Andrei Năstase (26 escaños), el Partido Șor (7 escaños) y candidatos independientes (3 escaños). Por constitución, el parlamento tiene "tres meses" (artículo 85) para formar el gobierno; Si no forma el gobierno, el presidente puede disolver el parlamento y convocar nuevas elecciones. El Tribunal Constitucional interpretó el término como correspondiente a 90 días, que es dos días menos que la suma de marzo, abril y mayo. Hasta que se formó el nuevo gobierno, el saliente gabinete de Filip, formado por la anterior legislatura dominada por el Partido Democrático, debía mantener el control del ejecutivo. La configuración postelectoral del parlamento moldavo no otorgó una mayoría absoluta a ninguno de los partidos, por lo que una coalición de dos de los tres partidos más importantes es una necesidad para obtener la mayoría y elegir un primer ministro.

## Crisis
El viernes 7 de junio, la Corte Constitucional decidió que se celebrarán nuevas elecciones parlamentarias si no se constituía el nuevo gobierno antes de un plazo de tres meses a partir de la validación de los resultados electorales el 9 de marzo. Esto desencadenó la formación de una coalición. El sábado 8 de junio, el bloque electoral ACUM (DA-PAS) finalmente llegó a un acuerdo con el partido socialista. Este acuerdo permitió a Sandu formar el gobierno, y a la líder de la facción parlamentaria de socialistas, Zinaida Greceanîi, se convertiría en la presidenta del Parlamento. Esto sería un día después de la fecha límite de 90 días y antes de la fecha límite de tres meses. Dodon se negó a intervenir para disolver el parlamento. El partido demócrata quedó excluido, y el diputado demócrata, Sergiu Sîrbu, presentó una solicitud a la Corte Constitucional para destituir a Dodon por su incapacidad para disolver el gobierno. El tribunal, que se considera que está bajo la influencia del Partido Demócrata, el domingo 9 de junio accedió a la solicitud, suspendiendo arbitrariamente a Dodon y designando a Filip como presidente en funciones. Filip disolvió el parlamento y anunció que se celebrarían elecciones anticipadas el 6 de septiembre.
La coalición calificó la decisión de Filip como ilegal. El 8 de junio, los partidarios del Partido Demócrata comenzaron a instalar tiendas de campaña en Chisináu.
El 14 de junio, Filip decidió renunciar al gobierno en pos de la estabilidad política, pero exigió unas elecciones inmediatas y se negó a reconocer al gobierno de Sandu como legal. La medida no afectó el estatus presidencial de Dodon.
El 15 de junio, el tribunal constitucional derogó las decisiones, sentencias y opiniones que habían provocado la crisis. También se informó que el líder del Partido Demócrata, Vladimir Plahotniuc, huyó del país en un avión privado el día anterior. Afirmó que se había ido "por unos días" para visitar a su familia.
El 20 de junio, el presidente de la Corte Constitucional, Mihai Poalelungi, renunció a su cargo.

## Reacciones

### Unión Europea
El 8 de junio, la Alta representante de la Unión para Asuntos Exteriores y Política de Seguridad Federica Mogherini emitió un comunicado en la que tomó nota de las decisiones tomadas por el parlamento moldavo, "incluso sobre la formación de la coalición de gobierno". En el comunicado, la Unión Europea expresa su voluntad de trabajar con el "gobierno elegido democráticamente", sin mencionar con exactitud de cuál estaba hablando, al tiempo que reconocía la existencia del gobierno de coalición. El comuniado indica además que la UE apoyaba el "compromiso de reformas" descrito en el Acuerdo de Asociación entre la UE y Moldavia y que el respeto por el estado de derecho era fundamental para las relaciones entre la UE y Moldavia. Finalmente, la UE "reiteró firmemente su llamado" a la "calma y la moderación", y que la UE está a favor del "diálogo entre representantes elegidos democráticamente" como un camino a seguir.
Los gobiernos de Francia, Alemania, Polonia, Suecia y el Reino Unido declararon conjuntamente su apoyo al nuevo gobierno de Sandu y pidieron moderación. Rumanía, a pesar de haber declarado el 10 de junio a través de su Ministro de Relaciones Exteriores que no reconocería al nuevo gabinete electo y que en cambio apoyaría elecciones anticipadas, finalmente reconoció al gobierno de Sandu el 12 de junio.

### Rusia
El 9 de junio, el viceprimer ministro ruso Dmítri Kozák describió las acciones del Partido Demócrata como "francamente criminal". Kozák destacó la "posición valerosa y pragmática del bloque pro-europeo Acum y el Partido de los Socialistas de la República de Moldavia" para superar las diferencias políticas y representar la "voluntad del pueblo". El 12 de junio, el presidente ruso Vladímir Putin respaldó al presidente prorruso Igor Dodon, además de brindar su apoyo a "sus actuales socios de la coalición" y llamando "usurpadores" al gobierno del Partido Demócrata. Putin declaró que los oligarcas habían tomado el poder, una situación que él comparó con Ucrania.

### Estados Unidos
El 10 de junio, el Departamento de Estado de los Estados Unidos emitió un comunicado "pidiendo a todos los partidos moldavos que muestren moderación y que acuerden un camino a través del diálogo político" y enfatizan la validez de las elecciones parlamentarias moldavas en 2019. La declaración efectivamente no llegó a respaldar a ninguna de las partes en la crisis. El 14 de junio, el portavoz del Departamento de Estado, Morgan Ortagus, dio a conocer un comunicado de prensa en el que "acogía el cambio democrático en Moldavia" y la decisión del Partido Demócrata de renunciar al gobierno a favor del gobierno de Sandu. Según un informe de noticias que citaba fuentes anónimas, la renuncia del Partido Demócrata se produjo horas después de que el Embajador de los Estados Unidos en Moldavia, Dereck J. Hogan, se reuniera con una delegación del Partido Demócrata.

### Otros países y organizaciones
El Consejo de Europa declaró el 9 de junio a través de su Secretario General que las decisiones de la Corte Constitucional el mismo día para invalidar la formación del gobierno de Sandu eran "difíciles de entender" y parecían "arbitrarias" en relación con la Constitución y las normas internacionales del estado de derecho. El Secretario General también solicitó a la Comisión de Venecia, un órgano consultivo independiente del Consejo con competencia en derecho constitucional, que expresara urgentemente una opinión sobre la disolución del parlamento moldavo por parte de la Corte.
El mismo día, la OTAN declaró que estaba siguiendo "con preocupación" los acontecimientos en Moldavia, y pidió a todas las partes que "ejercieran la calma y la moderación".
Israel y la Organización para la Liberación de Palestina se involucraron indirectamente con la crisis cuando el primer ministro saliente declaró por medio de un tuit que Moldavia mudaría su embajada de Tel Aviv a Jerusalén. Si bien Israel no hizo ningún comentario, la OLP "condenó enérgicamente la decisión ilegal de Moldavia". La Organización para la Cooperación Islámica también condenó la medida sin pronunciarse sobre la legitimidad del gobierno.
Como lo señaló The Times of Israel, en general el gobierno de Netanyahu está haciendo enormes esfuerzos para convencer a los países de que muevan su Embajada en Israel de Tel Aviv a Jerusalén, pero en este caso, el gobierno israelí se abstuvo de hacer comentarios, sabiendo que Filip podría no ser capaz de aferrarse al poder y que Sandu, quien puede reemplazarlo (como sucedió) no estaría comprometida de ninguna manera con el traslado de la Embajada.